# Saint-Donan
Saint-Donan (bretonisch: Sant-Donan) ist eine französische Gemeinde mit 1.467 Einwohnern (Stand: 1. Januar 2022) im Département Côtes-d’Armor in der Region Bretagne. Sie gehört administrativ zum Arrondissement Saint-Brieuc.

## Geographie
Umgeben wird Saint-Donan von der Gemeinde Plerneuf im Norden, von Ploufragan im Osten, von Plaine-Haute im Süden und von Cohiniac und Boqueho im Westen.

## Bevölkerungsentwicklung

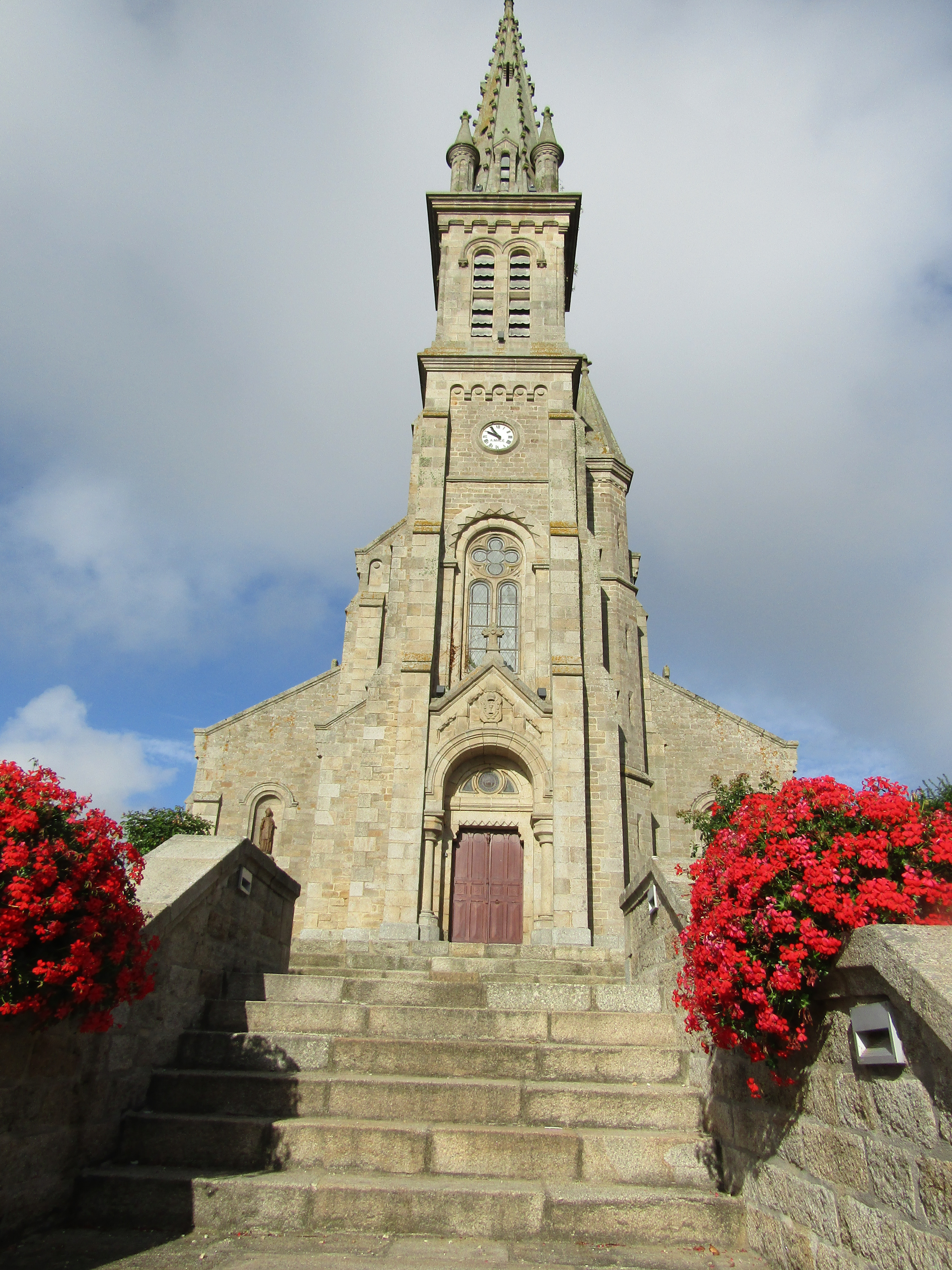
Kirche Saint-Donan

| 1962 | 1968 | 1975 | 1982 | 1990 | 1999 | 2008 | 2012 |
| 768  | 863  | 864  | 1074 | 1278 | 1347 | 1424 | 1462 |